# Plesioschendyla confossa
Plesioschendyla confossa är en mångfotingart som beskrevs av Ribaut 1923. Plesioschendyla confossa ingår i släktet Plesioschendyla och familjen småjordkrypare.
Artens utbredningsområde är Nya Kaledonien. Inga underarter finns listade i Catalogue of Life.